# Limnophyes yakycedeus
Limnophyes yakycedeus är en tvåvingeart som beskrevs av Sasa och Suzuki 2000. Limnophyes yakycedeus ingår i släktet Limnophyes och familjen fjädermyggor. Inga underarter finns listade i Catalogue of Life.